# Station Sudbury Hill Harrow
Sudbury Hill Harrow is een spoorwegstation van National Rail in Harrow in Engeland. Het station is eigendom van Network Rail en wordt beheerd door Chiltern Railways. 